# Giovanni Miele
Giovanni Miele (Ischia, 15 agosto 1907 – Firenze, 2000) è stato un giurista italiano.

## Biografia
Studiò giurisprudenza presso l'Università di Pisa e si laureò nel 1928 con Guido Zanobini. Iniziò giovanissimo la carriera accademica con un incarico all'Università di Sassari in diritto amministrativo nel 1929 e la vittoria del concorso come professore straordinario nel 1932 all'Università di Cagliari. Nel 1935 si trasferì a Pisa dedicandosi, in particolare prima del suo successivo incarico, all'analisi del testo costituzionale e alla pubblicazione del saggio sull'art. 41 dal titolo La regione nella Costituzione italiana.
Nel 1950 si trasferì a Firenze dove insegnò diritto amministrativo per oltre 25 anni, rifiutando nel 1959 il trasferimento a La Sapienza. Fu chiamato, in sostituzione, Massimo Severo Giannini, con il quale Miele condiresse Rivista trimestrale di diritto pubblico.

## Opere
- La manifestazione di volontà del privato nel diritto amministrativo, Roma, Anonima Romana Editoriale, 1931.
- In tema di successione degli enti territoriali autarchici, Pisa, Tip. ed. Pacini Mariotti, 1932.
- Principi di diritto amministrativo: introduzione, nozioni generali, le fonti, Pisa, Artigrafiche Tornari, 1945.
- La regione nella costituzione italiana, Firenze, G. Barbèra, 1949.